# Clostridium puniceum
Clostridium puniceum  è una specie di batterio appartenente alla famiglia delle Clostridiaceae.